# Tafl
Tafl (palavra nórdica antiga para "tabuleiro") é o nome genérico de uma família de jogos de tabuleiro antigos de origem germânica e celta, jogados em tabuleiro enxadrezado ou gradeado com duas equipes com forças desiguais. Há muitas variantes, das quais há pouca informação sobre as características e as regras. Todas as variantes possuem em comum forças desiguais entre os dois adversários, dupla simetria, lados do tabuleiro divididos em número ímpar de casas, bem como objetivos diferentes para cada jogador, entre outras características.
Embora o tamanho do tabuleiro e o número de peças eram variáveis, todos os jogos envolviam uma proporção distintiva de 2:1 entre o número de peças, com o menor lado tendo uma peça-rei que iniciava o jogo no centro. O objetivo do rei era fugir para as (diversas) periferias ou cantos do tabuleiro, enquanto que o objetivo da força maior era capturá-lo. Há também alguma controvérsia sobre se alguns jogos Tafl (por exemplo, Hnefatafl e Tawlbwrdd) podiam ter empregado dados. O tafl espalhou-se por todos os locais onde os Viquingues viajavam, incluindo a Islândia, Grã-Bretanha, Irlanda, e Lapônia. Variantes de tafl, compreendem o Hnefatafl, o Alea Evangelii, o Tawlbwrdd, o Brandubh, o Ard Ri e o Tablut, e foram jogados em grande parte do Norte da Europa em épocas anteriores ao século IV, até serem suplantados pelo Xadrez no século XII.

## Etimologia
O termo tafl (em nórdico antigo: "mesa", "tabuleiro"; pronunciado [tavl]) é o nome original do jogo. No entanto, Hnefatafl tornou-se o termo preferido para o jogo na Escandinávia até o final da Era Viquingue, para se distinguir de outros jogos de tabuleiro, como o Skáktafl (Xadrez), Kvatrutafl (Taule) e Halatafl (Raposa e Gansos), como estes se tornaram conhecidos. O nome específico Hnefatafl possivelmente surgiu no sentido de "jogo de tabuleiro do punho", de hnefi (lit. "punho") + tafl, onde "punho" se refere à peça-rei central. A etimologia exata é contestada, mas hnefi certamente se refere à peça-rei, e várias fontes referem-se a Hnefatafl como "tabuleiro do rei". Na Inglaterra anglo-saxã, o termo tæfl também se refere a diversos jogos de tabuleiro. Não se sabe se os anglo-saxões tinha um nome específico para o jogo ou se genericamente os referiam como "tæfl" da mesma maneira que as pessoas modernas se referem às "cartas". Em holandês, "tafel" significa "tabuleiro" e em alemão "Tafel" também tem significados relacionados a este.
Vários jogos podem ser confundidos com jogos Tafl, devido à inclusão da palavra "tafl" em seus nomes ou outras semelhanças. Halatafl é o nome do nórdico antigo para o Raposa e Gansos, um jogo que data no mínimo, o século XIV. Esse jogo ainda é conhecido e jogado na Europa. Kvatrutafl é o nome em nórdico antigo para o Taule (o precursor medieval do Gamão). Skáktafl é o nome em nórdico antigo para o Xadrez. O Fidchell ou Fithcheall (em irlandês:  Ficheall) foi jogado na Irlanda. O equivalente galês foi o Gwyddbwyll e o equivalente bretão foi o Gwezboell. Todos os termos significam tem o significado de "wood-sense" Este jogo popular medieval foi jogado com forças iguais em cada lado e, portanto, não era uma variante de Tafl, mas pode ter sido o descendente medieval do jogo romano Latrúnculo (Latrunculi) ou Jogos Latrúnculos (Ludus Latrunculorum).

## Ohnefataflnas sagas nórdicas

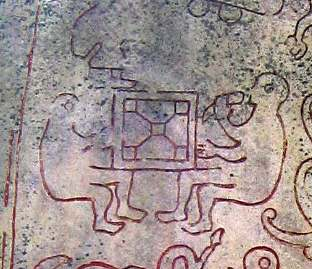
Ilustração da pedra rúnica de Ockelbo, Suécia.

O Hnefatafl foi mencionado em várias das Sagas medievais, incluindo a Saga Orkneyinga, a Saga de Frithiof, a Saga de Hervör, entre outras. Estes três períodos de tratamento do Hnefatafl oferecem algumas pistas importantes sobre o jogo, enquanto muitas outras referências incidentais para Hnefatafl ou Tafl existem na literatura Saga. Na Saga Orkeyinga, o destaque do Hnefatafl é evidente nos nove motivos de orgulho do Jarl Rognvald Kali Kolsson, que encabeça a sua lista com a habilidade no Tafl. Na Saga de Frithiof, uma conversa sobre um jogo de Hnefatafl revela que os homens do rei são vermelhos e os atacantes brancos, e que a palavra hnefi, de fato, refere-se à peça-rei. As mais reveladoras pistas (e ainda mais ambíguas) para o Hnefatafl estão em uma série de enigmas colocados por um personagem identificado como sendo Odin disfarçado na forma de Gestumblindi, na Saga de Hervör. Um enigma, tal como indicado no Hauksbók, refere-se a "as donzelas que lutam desarmadas em torno de seu senhor, o [marrom/vermelho] sempre protegendo-o e o [justo/branco] sempre atacando-o", embora haja controvérsia sobre se a palavra "desarmado" refere-se às donzelas ou, como em outras versões, ao próprio rei, que pode apoiar o argumento de que um "rei desarmado" não pode participar da captura . Pode-se notar também que a atribuição das cores marrom ou vermelho para os defensores e justos ou brancos para os atacantes é consistente com a Saga de Frithiof. Outro dos enigmas, Gestumblindi pergunta: "Quem é essa besta toda envolvida em ferro, que mata as ovelhas? Ela tem oito chifres, mas não tem cabeça, e movimenta-se do jeito que lhe agrada". Aqui, a resposta é controversa, essa resposta foi por diversas vezes traduzida como: "É o Húnn no Hnefatafl. Ele tem o nome de um urso e caminha quando é jogado", ou "É o Húnn no Hnefatafl. Ele tem o nome de um urso e foge quando é atacado". O primeiro problema é em traduzir a palavra Húnn, que pode referir-se a um dado (como sugere a tradução anterior), os "oito chifres" referindo-se aos oito cantos de um dado de seis lados e "os rebanhos", que ele mata referindo-se às peças que o jogador perde. Alternativamente, Húnn pode se referir ao rei, os seus "oito chifres", referindo aos oito defensores, o que é mais consistente com a última tradução: "Ele tem o nome de um urso e escapa quando é atacado ". Em última análise, as referências literárias são provas inconclusivas sobre o uso de dados no Hnefatafl.

## Variantes detafl

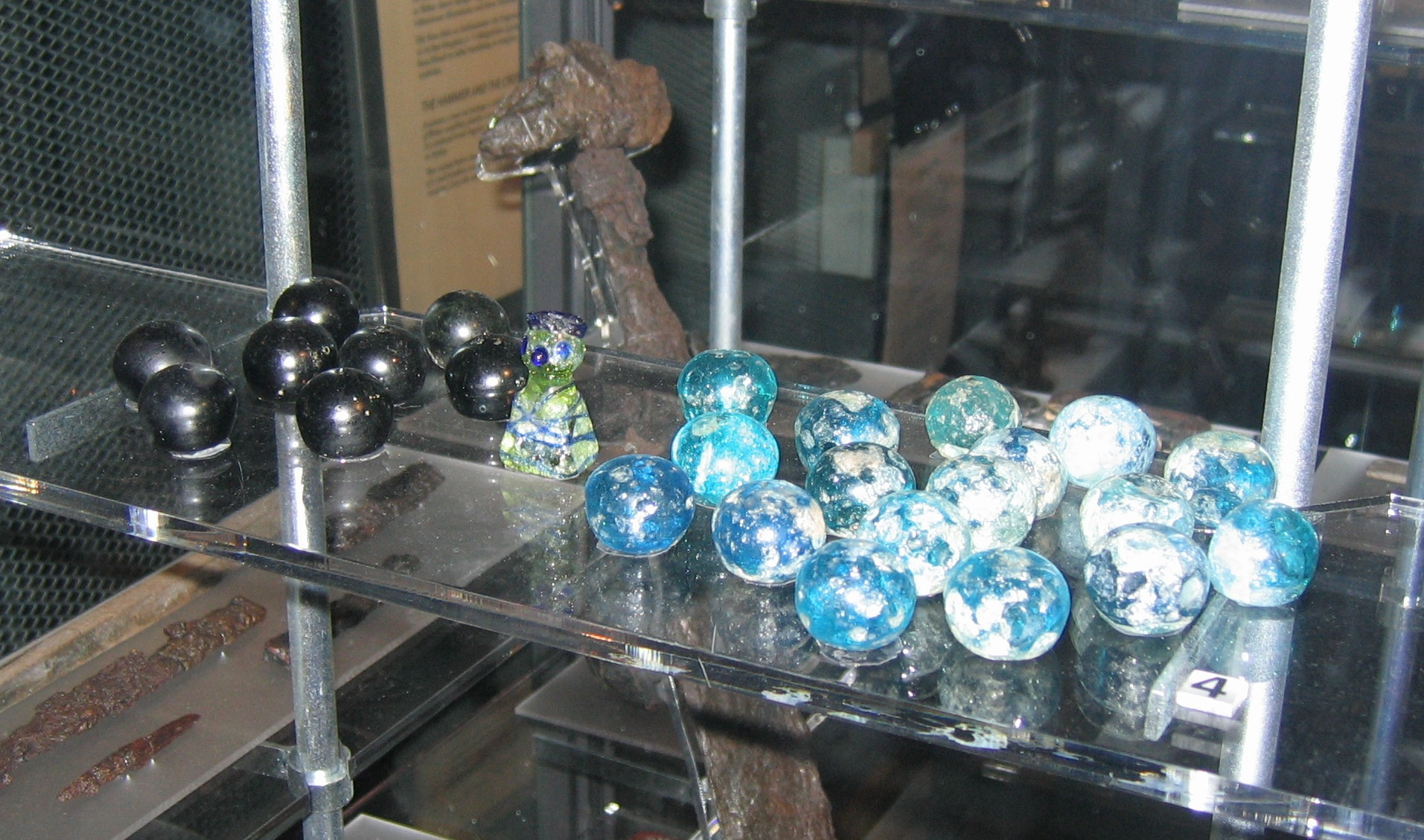
Peças de Tafl de Birka no Museu Nacional Sueco de Antiguidades em Estocolmo.

- O Hnefatafl era um jogo muito popular na Escandinávia medieval e foi mencionado em várias das Sagas nórdicas. Algumas destas referências nas Sagas contribuíram para a controvérsia sobre a possível utilização de dados para jogar Hnefatafl.[19] As regras do jogo nunca foram explicitamente registradas,[20], e existem apenas as peças do jogo e tabuleiros fragmentados, de modo que não é conhecido ao certo como o jogo foi jogado. Se dados foram de fato utilizados, nada foi registrado sobre como eles foram empregados. Fontes arqueológicas e literárias indicam que o Hnefatafl pode ter sido jogado em tabuleiros de 13x13 ou 11x11.[21]
- O Alea Evangelii (lit. "Jogo dos Evangelhos"),[22] foi descrito, com um desenho, no manuscrito 122, do Corpus Christi College de Oxford, da Inglaterra anglo-saxã do século XII.[23] Era jogado nas interseções de um tabuleiro de 18x18 células. O manuscrito descreve o layout do tabuleiro como uma alegoria religiosa, mas é claro que este era um jogo baseado no Hnefatafl.
- O Tawlbwrdd foi jogado no País de Gales. Ele é descrito como sendo jogado com 8 peças do lado do rei e 16 no lado do atacante. Robert ap Ifan documentou com um desenho em um manuscrito datado de 1587. Sua versão era jogada em um tabuleiro de 11x11 com 12 peças do lado do rei e 24 no lado do adversário. Sua passagem afirma:[24]

"O Tawlbwrdd acima deve ser jogado com um rei no centro e doze homens nos lugares próximos a ele, e vinte e quatro homens procuram capturá-lo. Estes são colocados, seis no centro de cada lado do tabuleiro, e nas seis posições centrais. E dois movem os homens no jogo, e se uma [peça] pertencente ao rei vem entre os atacantes, ele está morto e é retirado do jogo, e o mesmo acontece se um dos atacantes vem entre dois homens do rei da mesma maneira. E se o próprio rei vem entre dois dos atacantes, e se você diz "Cuidado com o rei antes que ele se mova para aquele espaço, e ele é incapaz de escapar, você o captura. Se o outro diz: "Eu sou seu vassalo" e vai entre dois, não há mal nenhum. Se o rei pode ir ao longo da linha [ilegível], esse lado ganha o jogo."
- O Brandubh (em irlandês:  Bran Dubh, lit. "Corvo Negro"[25]) foi a forma irlandesa de Tafl. Sabemos a partir de dois poemas[26] que foi jogado com cinco homens contra oito, e que um dos cinco era um "branan", ou chefe. Uma série de tabuleiros 7x7 foram encontrados, sendo o mais famoso, o tabuleiro feito de madeira encontrado em Ballinderry em 1932, com furos para as peças, possivelmente para permitir a portabilidade do jogo.[27]
- O Ard Ri (em irlandês:  Alto Rei) foi uma variante escocesa do Tafl jogado em um tabuleiro 7x7, com um rei e oito defensores contra dezesseis atacantes. Esta é a menos documentada das variantes conhecidas de Tafl.[28]
- O Tablut, da Lapônica, é a versão melhor documentada.[29] O botânico e taxonomista Carlos Linue, registrou as regras e um desenho do tabuleiro em seu diário durante a sua expedição à Lapônia em 1732. Sua descrição, em latim, era incompleta, e como ele não falava a língua lapã de seus anfitriões, descreveu o jogo só de observar os jogadores.[30] O jogo foi jogado em um tapete de pele de rena 9x9 bordado.[31] Em seu diário, Lachesis Lapponica, Linnaeus referiu-se à peças claras (defesa) como os "suecos" e as peças escuras (ataque) como os "moscovitas".[31] Pode ter sido o mesmo jogo que ainda estava sendo jogado no final do século XIX, como descrito no P.A. de Lindholm, Hos Lappbönder (1884).[32]

Tabuleiros das variantes de Tafl
- Hnefatafl
- Alea Evangelii
- Tawlbwrdd
- Brandubh
- Ard Ri
- Tablut

## Reconstrução
Nenhuma descrição completa e inequívoca das regras de um jogo Tafl existe.  A melhor descrição histórica que temos, é a dada por Lineu do jogo Tablut de 1732 extraída do diário de suas viagens, Lachesis Lapponica. As regras a seguir baseiam-se na tradução do Lachesis Lapponica para o inglês, de 1811, feita por James Edward Smith.

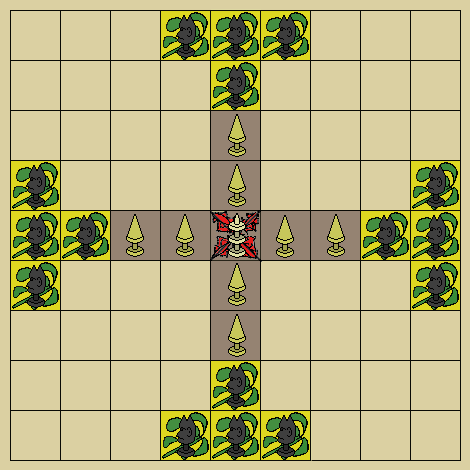
Posição inicial: As peças claras ("suecos") iniciam no centro, enquanto as peças escuras ("moscovitas") iniciam nas bordas do tabuleiro.

- O jogo é jogado em um tabuleiro 9x9. A configuração inicial é tal como mostrada no diagrama.
- O rei começa no quadrado central ou castelo, o konakis, que nenhuma outra peça pode ocupar.
- Os oito defensores, chamado suecos, começam nos oito quadrados adjacentes ao konakis, na forma de uma cruz.
- Os dezesseis atacantes, chamado moscovitas, começam em grupos de quatro no centro de cada borda do tabuleiro (nas notas de Lineu, esses quadrados eram bordados, para dar o significado de domínio dos moscovitas).
- Todos os quadrados restantes (zona neutra) podem ser ocupados por qualquer peça durante o jogo.
- Qualquer peça pode mover-se qualquer número de espaços vagos em qualquer linha reta [← ↑ → ↓], mas não na diagonal (movimento equivalente ao da torre no Xadrez).
- Nenhuma peça pode sempre transpor outra peça em seu caminho.
- O rei deve sempre ter um caminho sem obstáculos (através da zona neutra) para a borda do tabuleiro. A menos que ele seja imediatamente bloqueado por um moscovita, ele pode escapar e o jogo acaba (esta regra sugere que o rei não pode escapar através do domínio dos moscovitas).
- O rei sempre que tiver um caminho de fuga, o jogador deve dizer "raichi", se houver dois caminhos de fuga na mesma jogada, sua fuga é iminente e o jogador deve dizer "tuichu" (equivalente ao "xeque" e ao "xeque-mate" no Xadrez).
- Qualquer peça, protetora do rei, pode ser capturada e removida do tabuleiro quando cercada em dois lados opostos pelos inimigos (isto é conhecido como a captura de prisão).
- Se o rei estiver cercado por todos os quatro lados pelos inimigos, ele é feito prisioneiro. Se ele estiver cercado em três lados, ele pode escapar pelo quarto lado.
- Se o rei estiver em um quadrado adjacente as konakis e está rodeado em três lados por seus inimigos e no quarto lado pelo konakis, ele é capturado (esta regra sugere que, uma vez que o rei deixou o konakis, ele nunca pode voltar).
- Se o rei é capturado, os suecos são dominados e os moscovitas vitoriosos.

Vários problemas de jogabilidade lamentávelmente são deixados ambíguos ou completamente intocados nas notas de Lineu, e algumas traduções são problemáticas. Há também diversas outras variações jogadas por reconstrucionistas modernos. 

## Equilíbrio do jogo
Há alguma controvérsia sobre o desequilíbrio amplamente divulgado do jogo, como por exemplo, as regras favorecendo fortemente o rei,  embora haja diversas modificações das regras que podem produzir um jogo mais equilibrado, como um rei desarmado (o rei não pode participar da captura), fugir para os cantos (em vez de fugir para as bordas), ou campos hostís do atacante (o rei e os defensores podem ser capturados contra um quadrado vago do campo do atacante). Schmittberger (1992) ainda revela algumas soluções alternativas para produzir um jogo mais equilibrado, sem modificar as regras do jogo.
Uma dessas soluções é por meio de apostas: Os jogadores apostam em quantos movimentos irão levá-los à ganhar o jogo. A menor aposta fica com o rei. Assim, um jogador pode abrir com uma aposta de 15 rodadas, e o outro jogador pode contradizer com uma aposta de 14 rodadas, e o primeiro jogador, mais confiante em sua habilidade para escapar em 13 rodadas do que em sua capacidade de finalizar em 14, pode apostar 13 e pegar o lado do rei. Se esse jogador não escapar dentro de 13 rodadas, o outro jogador vence. Outra solução é jogar uma partida de duas rodadas, em que os jogadores mudam de lado depois da primeira rodada. Se o rei escapar em ambas as rodadas, o vencedor é o jogador cujo rei fugiu com o menor número rodadas.
A descrição do Tawlbrydd por Robert ap Ifan (antecedendo em 145 anos a descrição de Lineu) afirma que o rei poderia ser capturado por dois homens. Peterson sugere que a captura especial de Lineu do rei está incorreta, e afirma que as estatísticas de jogos modernos jogados com a captura do rei feita com quatro homens, mostram que as peças brancas ganham mais frequentemente do que as peças pretas. No entanto, ainda não foram demonstrados resultados equilibrados do jogo com regras que permitam a captura do rei por dois homens. Curiosamente, algumas fontes indicam que as reconstruções de museus escandinavos de Hnefatafl, normalmente estipulam que o rei pode ser capturado por apenas dois atacantes, a menos que ele ainda esteja em seu salão, caso em que ele deve ser cercado por todos os quatro lados.

## Legado
Por volta de 1960, Milton Bradley publicou Swords and Shields, que era essencialmente o Tablut como registrado por Lineu, mas com os suecos transformados em escudos (com um escudo-rei) e os moscovitas transformados em espadas. O Tafl também parece ter sido a base para dois outros jogos de tabuleiro modernos cada um carregando semelhanças significativas com os jogos históricos, mas com algumas diferenças importantes. Ambos os jogos apresentam simetria semelhante, mas divergem do clássico 2:1 atacante/defensor, e ambos têm diferenças importantes em suas táticas. O Breakthru foi desenvolvido na década de 1960 como parte da série de jogos 3M bookshelf. Possui o estilo de simetria do Tafl, mas com doze defensores mais uma "bandeira" (substituindo o rei) contra vinte atacantes em cima de um tabuleiro em camadas, em que o objetivo dos defensores é escoltar a bandeira do centro para o zona exterior do tabuleiro. Além da distinção entre a zona interna e zona externa, não há espaços distintos no tabuleiro de Breakthru. O Breakthru também apresenta um distintivo movimento duplo, enquanto que nenhuma evidência aponta para tal movimento em qualquer um dos jogos históricos. O Thud, é um jogo moderno inspirado por uma série de romances de fantasia de Terry Pratchett (que por sua vez foram inspirados nos jogos Tafl históricos), também apresenta a simetria geral de jogos Tafl, embora seja jogado em um tabuleiro octogonal com apenas oito defensores contra trinta e dois atacantes. Thud também dispõe de um "thudstone" (substituindo o "konakis"), mas não há peça-rei. Há também diferenças importantes entre os movimentos e ataques em Thud.
Em 2008, o Hnefatafl foi revivido por Peter Kelly na ilha de Fetlar em Shetland, onde o evento anual World Quickplay Hnefatafl Championships é realizado a cada verão, sob os auspícios do Fetlar Hnefatafl Panel. O campeão de 2008 foi Wendy Sutherland de Yorkshire, enquanto os campeonatos de 2009 e 2010 foram conquistados por Tim Millar de Somerset. O termo "quickplay" refere-se ao prazo de dez segundos por movimento, marcado pelo som de um gongo.